# Ebru Şahin
Ebru Şahin, férjezett nevén Ebru Şahin Osman  (Isztambul, 1994. május 18. –) török színésznő és modell.

## Karrier
Ebru Şahin az isztambuli egyetemen szerzett sporttudományi diplomát, amely után színészi órákat kezdett tartani. 2016-ban debütált moziban a Kan Parası című film szerepével. 2017-ben debütált televíziójában a Savaşçı című tévésorozat mellékszerepével. Miután 2017–2018 között más mellékszerepekben játszott az Isztambuli menyasszony és a Tiltott gyümölcs című tévésorozatokban Reyyan Şadoğlu néven volt az első főszerepe A bosszú csapdájában című tévésorozatban, amelyet Magyarországon a TV2 kereskedelmi csatorna sugároz. Ezért a szerepért Arany Pillangó-díjat kapott 2020-ban a legjobb színésznő kategóriában.

## Filmográfia

### Televíziós sorozatok
| Televízió | Televízió        | Televízió              | Televízió      | Televízió       |
| Év        | Eredeti cím      | Magyar cím             | Szerep         | Magyar hang     |
| --------- | ---------------- | ---------------------- | -------------- | --------------- |
| 2017      | Savaşçı          |                        | Didem          |                 |
| 2017–2018 | İstanbullu Gelin | Isztambuli menyasszony | Burcu Selimer  | Szabó Zselyke   |
| 2018      | Yasak Elma       | Tiltott gyümölcs       | Hira           | Hám-Kereki Anna |
| 2019–2021 | Hercai           | A bosszú csapdájában   | Reyyan Şadoğlu | Hám-Kereki Anna |

### Film
| Film | Film        | Film    |
| Év   | Cím         | Szerep  |
| ---- | ----------- | ------- |
| 2016 | Kan Parası  |         |
| 2017 | Babam       | Nilüfer |
| 2019 | Şuursuz Aşk | Menekşe |